# Moe Sedway
Moe Sedway (født 7. juli 1894, død 3. januar 1952) var en amerikansk forretningsmand og gangster. Han arbejdede for gangsterne Benjamin "Bugsy" Siegel og den indflydelsesrige Meyer Lansky. Efter livkideringen af Siegel i 1947 drev han sammen med Gus Greenbaum med succes Flamingo Hotel & Casino i Las Vegas.

## Biografi
Moe Sedway blev født som Morris Sidwirtz i en jødisk familie i Det Russiske Kejserrige i det nuværende Polen den 7. juli 1894.
Han ankom til New York City med familien i 1901. I New York mødte han som ung bl.a. Benjamin Siegel og Meyer Lansky, der var aktive i bandekriminalitet, og Sedway deltog selv aktivt i bandernes aktiviteter. 
I slutningen af 1930'erne flyttede Benjamin Siegel til Los Angeles i Californien, og Sedway flyttede selv dertil i 1938, og i 1941 flyttede han permanent til Las Vegas, hvor han bosatte sig. Sedway ernærende sig med diverse aktiviteter knyttet til spil og væddemål og den amerikanske mafia ønskede at udvikle en hotel og kasinoaktiviteter i den dengang lille by Las Vegas. Sedway var involveret i Siegels og mafiaens Trans-America race wire service, en nyhedstjeneste, der rapporterede fra amerikanske væddeløbsbaner og som var central i mafianens væddemålsaktiviteter. Fra 1945 drev han sammen med Gus Greenbaum hotellet El Cortez i Las Vegas med stor succes. 
Sedway var også involveret i finansieringen og opførelsen af hotellet The Flamingo, som William R. Wilkerson oprindeligt havde planlagt. Benjamin "Bugsy" Siegel overtog projektet fra Wilkerson og fik gennemført åbningen af hotellet finansieret af mafiaens penge. Der var i mafiaen stor utilfredshed med Siegels håndtering af projektet, og Siegel blev i juni 1947 likvideret af en eller flere ukendte gerningsmænd. Dagen efter likvideringen af Siegel overtog Sedway sammen med Greenbaum kontrollen med The Flamingo, efter eget udsagn for at varetage sin investering i hotellet. Under Sedway og Greenbaums ledelse blev The Flamingo en betydelig succes. Allerede det første år opnåede hotellet et overskud på 4 millioner $.
Han blev i 1950 indkaldt til at afgive vidneudsagn for de høringer, som det amerikanske senat afviklede under ledelse af senator Kefauver i begyndelsen af 1950'erne. Under sin vidneforklaring forklarede Sedway bl.a., at han kendte en lang række centrale skikkelser i den amerikanske mafia, men afviste i øvrigt at være involveret i mafiaaktiviteter.

## References
1. ↑  Marschall, John P. (2008). Jews in Nevada: A History. University of Nevada Press. s. 173. ISBN 978-0874177374. (Webside ikke længere tilgængelig)
2. 1 2 3 4  Kefauver Committee – Testimony of Moe Sedway (1950)
3. ↑  Wilkerson III, W. R. (2000). The Man Who Invented Las Vegas. Ciro's Books. s. 111, 115.
4. ↑  Wilkerson III, W. R. (2000). The Man Who Invented Las Vegas. Ciro's Books. s. 52-59.